# Manettia canescens
Manettia canescens é uma espécie de dicotiledónea pertencente à família Rubiaceae, descrita em 1889.